# Padres e hijos (serie de televisión)
Padres e hijos es una serie de televisión colombiana, producida por Colombiana de Televisión y emitida originalmente para Canal A, Canal Uno y Caracol Televisión. La serie narraba la vida cotidiana de los Franco, una familia bogotana de clase media enmarcada en una problemática social.
A finales de mayo de 2009, apareció en diversos medios la noticia de la salida del aire del seriado, con un muy bajo índice de audiencia se emitió el último capítulo el 21 de agosto de 2009 después de 16 años al aire.

## Reparto

### Personajes principales
- Luis Eduardo Motoa - Carlos Alberto Franco
- Luz Stella Luengas - Ana María de Franco
- Ana Victoria Beltrán - Daniela Franco
- Naren Daryanani - Federico Franco
- Tania Robledo - Natalia Franco
- Haydée Ramírez - Gabriela Sánchez de Franco
- Carlos Posada - Guillermo Cortés
- Andrés Fierro - Esteban Cortés
- Rafael Londoño - Felipe Cortés
- Valeria Celis Díaz - María Franco

### Personajes secundarios
| Actor                | Rol                    | Años      |
| -------------------- | ---------------------- | --------- |
| Daniel Abella        | Pablo Franco “Pablito” | 1996-2004 |
| Lina Tejeiro         | Samantha Pava          | 2003-2009 |
| Diana Neira          | Yuri Chitiva           | 2002-2009 |
| Camila Zuluaga       | Andrea Cortés #1       | 1999-2002 |
| Juan Pablo Obregón   | Miguel Ángel Franco    | 2001-2002 |
| Sandra Hernández     | Andrea Cortés #2       | 2002-2004 |
| Lucho Reyes          | Lucas (Hijo de Lili)   | 1998-2006 |
| Fabio Camero         | Manuel Sánchez         | 1999-2002 |
| Jairo Soto           | Noé                    | 2003-2005 |
| Andrés Felipe Galvis | Nicky                  |           |
| Manolo Cardona       | Nicolás Franco         |           |
| Diego Cadavid        | Diego Montoya          | 1997-1999 |
| Carlos Noceti        | Cristóbal Huertas      | 2004-2007 |
| Karina Laverde       | Ada Guìzar             |           |
| Sergio Borrero       | Santiago               | 1997-2004 |

## Emisión
Desde sus inicios en 1993 la serie se emitió en la franja del mediodía luego del noticiero por el Canal A y luego por la Cadena 1 hasta el año 1999. La serie se emitió posteriormente en la franja de la tarde luego de Noticias Caracol, cambiando de horario constantemente, siendo el último a las 14:15. También fue emitida en Argentina por el canal El Nueve. También fue emitida en Bolivia por el canal Unitel. En Estados Unidos por el canal Estrella TV.

## Premios y nominaciones

### Premios TVyNovelas
| Año  | Categoría                         | Nominado(a)          | Resultado |
| ---- | --------------------------------- | -------------------- | --------- |
| 1994 | Mejor actor revelación del año    | Naren Daryanani      | Ganador   |
| 1994 | Mejor actriz infantil             | Ana Victoria Beltrán | Nominada  |
| 1995 | Mejor actriz infantil             | Ana Victoria Beltrán | Ganadora  |
| 1999 | Mejor serie                       | Mejor serie          | Ganadora  |
| 1999 | Mejor actor protagónico de serie  | Luis Eduardo Motoa   | Ganador   |
| 1999 | Mejor actriz protagónica de serie | Luz Stella Luengas   | Nominada  |
| 2000 | Mejor serie                       | Mejor serie          | Nominada  |
| 2000 | Mejor actor protagónico de serie  | Luis Eduardo Motoa   | Nominado  |
| 2000 | Mejor actriz protagónica de serie | Haydée Ramírez       | Ganadora  |
| 2000 | Mejor actriz revelación           | Angelly Moncayo      | Nominada  |
| 2000 | Mejor actor infantil              | Andrés Fierro        | Nominado  |
| 2001 | Mejor serie                       | Mejor serie          | Nominada  |
| 2001 | Mejor actor protagónico de serie  | Luis Eduardo Motoa   | Nominado  |
| 2001 | Mejor actriz protagónica de serie | Haydée Ramírez       | Nominada  |
| 2002 | Mejor serie                       | Mejor serie          | Nominada  |
| 2002 | Mejor actor protagónico de serie  | Luis Eduardo Motoa   | Ganador   |
| 2002 | Mejor actriz protagónica de serie | Ana Victoria Beltrán | Ganadora  |
| 2002 | Mejor actriz protagónica de serie | Haydée Ramírez       | Nominada  |
| 2003 | Mejor actor protagónico de serie  | Luis Eduardo Motoa   | Nominado  |
| 2003 | Mejor actriz protagónica de serie | Haydée Ramírez       | Nominada  |
| 2003 | Mejor actriz de reparto           | Ana Victoria Beltrán | Ganadora  |
| 2004 | Mejor serie                       | Mejor serie          | Nominada  |
| 2004 | Mejor actriz protagónica de serie | Haydée Ramírez       | Nominada  |
| 2008 | Mejor serie                       | Mejor serie          | Nominada  |
| 2009 | Mejor unitario                    | Mejor unitario       | Nominado  |
| 2010 | Homenaje especial                 | Homenaje especial    | Ganador   |